# Jakob Schuck
Jakob Schuck (* 12. Juli 1831 in Offenburg; † 23. September 1890 in Offenburg) war ein katholischer Gutsbesitzer und Mitglied des Reichstags des Deutschen Kaiserreichs.

## Leben
Jakob Schuck war ein Gutsbesitzer in Fessenbach, einem Dorf in der Nähe von Offenburg in Baden. Von 1881 bis 1884 war er Reichstagsabgeordneter für den Wahlkreis Baden 7 (Offenburg, Kehl) und die Nationalliberale Partei.